# 7e cérémonie des American Film Institute Awards
La 7e cérémonie des American Film Institute Awards, décernés par l'American Film Institute, a eu lieu le 11 décembre 2006, et a récompensé les films et séries télévisées diffusées dans l'année.

## Palmarès

### Cinéma
- Babel
- Borat (Borat: Cultural Learnings of America for Make Benefit Glorious Nation of Kazakhstan)
- Le Diable s'habille en Prada (The Devil Wears Prada)
- Dreamgirls
- Half Nelson
- Happy Feet
- Inside Man
- Lettres d'Iwo Jima (Letters from Iwo Jima) (硫黄島からの手紙 - Iô-Jima kara no tegami)
- Little Miss Sunshine
- Vol 93 (United 93)

### Télévision
- 24 heures chrono (24)
- À la Maison-Blanche (The West Wing)
- Battlestar Galactica
- Dexter
- Elizabeth I
- Friday Night Lights
- Heroes
- The Office
- South Park
- Sur écoute (The Wire)

### Documentaire
- Blindsight